# Дубник (Башкортостан)
Дубник (Дубники) — бывшая деревня, ныне дачный посёлок в Краснокамском районе Республики Башкортостан.

## Географическое положение
Располагается на левом берегу реки Камы в 2 км к юго-западу от деревни Масляный Мыс, в 5,5 км к северу от Николо-Берёзовки, в 2 км от деревни Зубовка ,в 9 км к северо-западу от Нефтекамска и в 10 км к югу от Камбарки. По реке в этом месте проходит на граница с Удмуртией.

## История
Впервые упоминается в «Писцовой книге Казанского уезда 1647—1656 г.» как деревня в дворцовой Сарапульской волости Арской дороги Казанского уезда: «Да розных деревень деревни Дубника, деревни Буи Верхние, деревни Буи Болшой отъезжие пашни и перелогу сорок пять длинников, шестьдесят поперечников, итого две тысечи семьсот десятин в три поля. А в одно поле деветьсот десятин, а в дву по тому ж. Пашут теми трема деревнями смесно».
Жители деревни занимались рыболовством, лесными промыслами.
В 1735 году в деревне было 25 душ дворцовых крестьян, в 1795 году — 35 душ. В 1870 году — 22 двора, в которых проживали 135 человек. В 1895 году — 195 человек, 28 дворов. В 1795 году — в Бирском уезде Уфимского наместничества (с 1796 года — Оренбургской губернии, с 1865 года — Уфимской губернии).
В 1926 году — в Калегинской волости Бирского кантона.

## Топографические карты
- Лист карты O-40-133. Масштаб: 1 : 100 000. Состояние местности на 1982 год. Издание 1983 г.